# 萨姆·沃森
塞缪尔·沃森（英語：Samuel Watson，2006年2月27日—），美国男子攀岩运动员，主攻速度赛，2023年泛美运动会男子速度赛金牌得主、2024年夏季奥林匹克运动会男子速度赛铜牌得主。